# Stazione di Lalden
La stazione di Lalden è una stazione ferroviaria posta sulla linea del Lötschberg. Serve l'omonimo centro abitato.

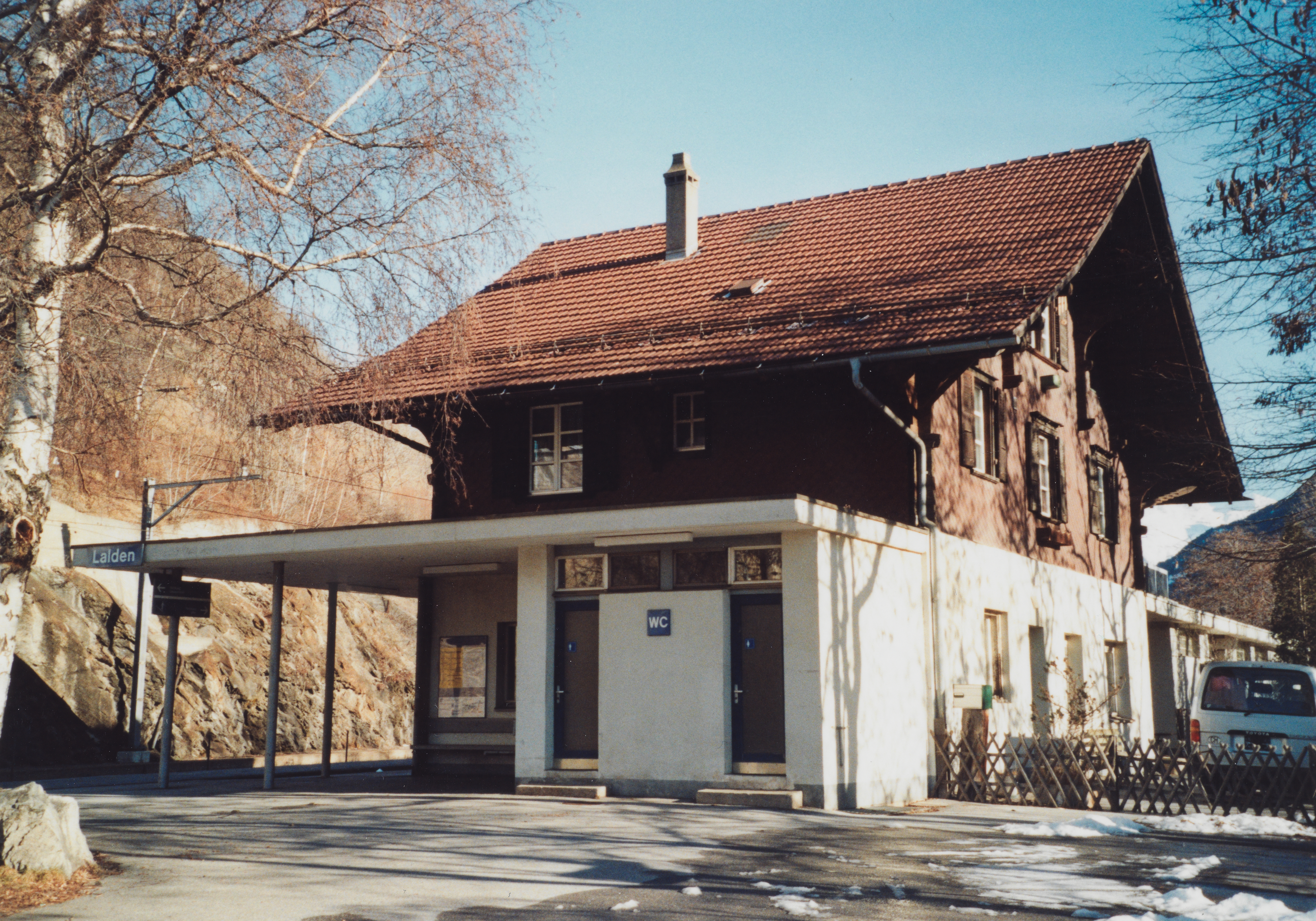
Nel 2008

## Storia
La stazione è stata chiusa per alcuni anni fino a dicembre 2024 a causa di lavori sulla linea ferroviaria.